# リッキー・マーティン
リッキー・マーティン（Ricky Martin、1971年12月24日 - ）は、プエルトリコ出身の歌手及び俳優。本名エンリケ・ホセ・マルティン・モラレス（Enrique José Martín Morales）。

## 経歴

### メヌード
1984年に、当時スペイン語圏およびアメリカで大人気を誇っていたプエルトリコ出身の少年ボーカルアイドルグループ、メヌードの追加メンバーとしてデビューした。ロッテのカントリーバーのお菓子のCM、NHKのスペイン語講座にも出演したことがある。。

### ソロ活動
1989年に脱退後はメキシコに活動の拠点を移す。舞台やテレノベラで俳優として活躍した後、1991年ソロシンガーとしてデビュー。1997年の『マリア』のフランスでのヒットを受け1998年の1998 FIFAワールドカップでテーマソングである『ザ・カップ・オブ・ライフ』を歌い国際的に人気が高まる。
その後1999年に『リヴィン・ラ・ヴィダ・ロカ』で全米にて英語アルバムデビューを果たし、以後活動拠点をアメリカに移す。1999年に発売したアルバム「Ricky Martin Here I Am」は全世界で1700万枚以上、日本で100万枚以上のセールスとなった。
世界各国でのツアーを行うほか、ユニセフの活動にも積極的に参加。「Ricky Martin Foundation」を設立し、世界中の学校へ行けず働かされている子どもたちや津波などで家をなくした子どもたちに教育の場などを与える活動を続けている。
2017年、テレビドラマ『アメリカン・クライム・ストーリー/ヴェルサーチ暗殺』に出演。劇中では自身初のゲイセックス・シーンを撮影したが、マーティンは「いきなり20人のスタッフ・クルーと当日会ったばかりの相手役の前で裸でベッドに入っていたんだ」「もっと緊張すると思っていたが、緊張しなかった」と語っている。

### 私生活
2008年8月に代理出産にて誕生した双子、マテオとヴァレンティノの父親となる。ソロデビュー以降、幾度となく同性愛の噂が持ち上がっていたところ、子供が誕生し、彼らと自分自身、またファンに正直でありたいとの理由でゲイであることを2010年3月に公式サイトにて公表した。
2010年11月に自叙伝「Yo（私）」を発表。自身のカミングアウトについても記している。
2016年11月に芸術家のジュワン・ヨセフと婚約し、2018年に結婚。代理母出産で4人の子供を儲ける。2023年7月、ジュワン・ヨセフとの結婚関係を解消した。
2022年、甥から性的虐待を受けたと告発されるが、逆にこの告発によっていくつかの100万ドル単位の取引きが立ち消えになったとして、甥に2000万ドルの損害賠償を求める訴訟を起こした。

## ディスコグラフィー

### 主なヒット曲
- "Maria"

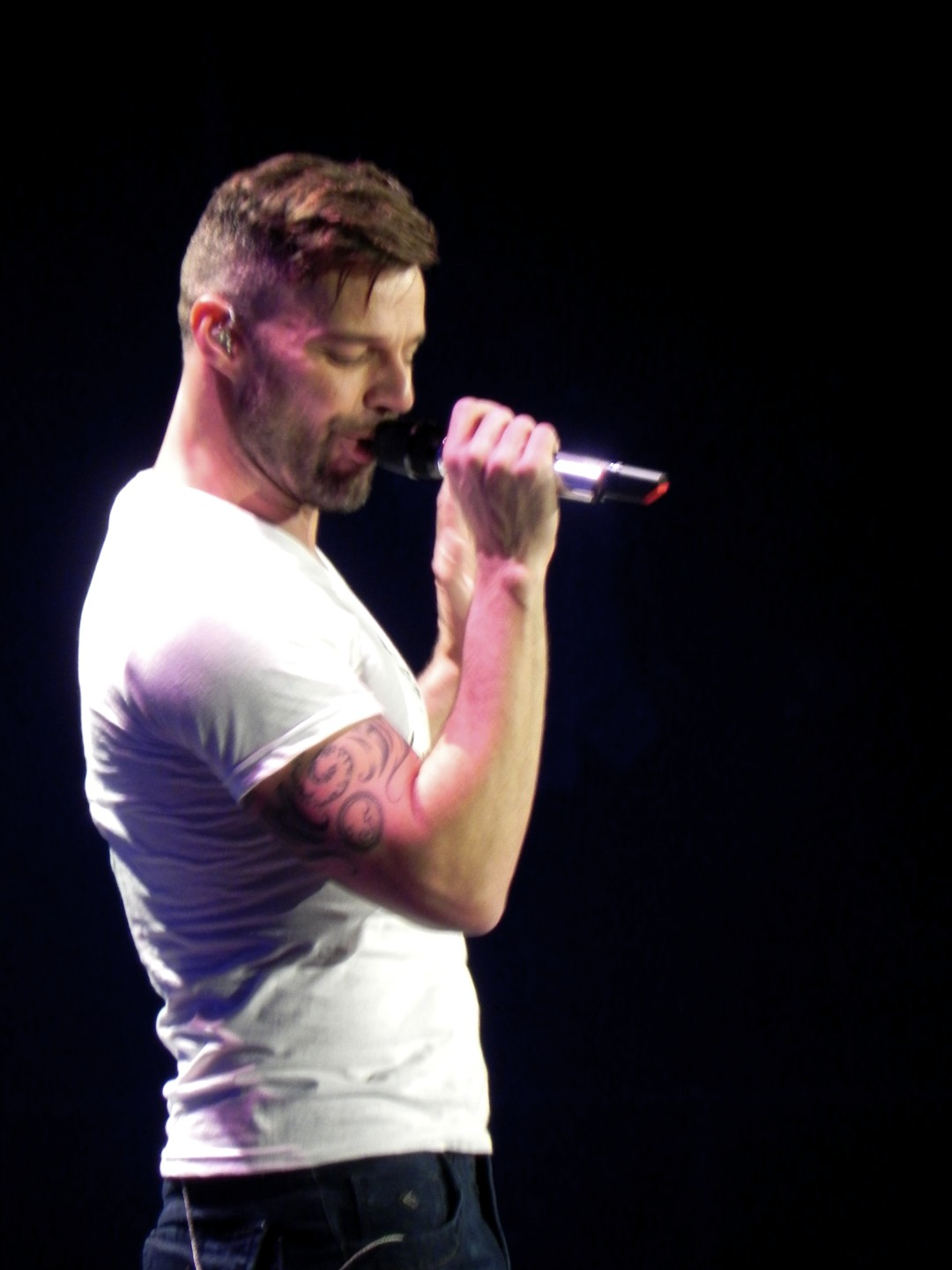
シカゴ公演（2011年）

  - フランスなどスペイン語圏以外の国での初の国際的なヒット。
- "The Cup Of Life"
  - 1998 FIFAワールドカップフランス大会公式テーマソング。スパングリッシュバージョンの「La Copa de la Vida」も存在する。
  - FIFAワールドカップ・フランス大会の公式アルバム『ALLEZ!OLA!OLE! The Music Of The World Cup』にも収録されている。
  - サビで「アレ」を連呼していることから、2023年に阪神タイガースが優勝した日の関西での優勝記念特番でもCMに入る前のジングルで使用された。
- "Livin' La Vida Loca"
  - 自身の最大のヒット曲。
  - トイドールズのカバーでもおなじみ。日本では郷ひろみが『GOLDFINGER '99』としてカバー。レイザーラモンHGの事実上のテーマソングとして使われている。シュレック2のエンディングテーマとしても使用。
- "She Bangs"
  - 日本では知念里奈（「R.I.N.A」名義）が『CLUB ZIPANGU』としてカバー。

### アルバム
※ベスト・アルバム／◎ライブ・アルバム
| 枚                   | 発売日                                            | タイトル                                                                             | 規格品番                   |
| -------------------- | ------------------------------------------------- | ------------------------------------------------------------------------------------ | -------------------------- |
| 1st                  | 1991年11月26日（メキシコ）                        | Ricky Martin                                                                         |                            |
| 2nd                  | 1993年5月25日（メキシコ）                         | Me Amarás                                                                            |                            |
| 3rd                  | 1995年9月12日（アメリカ） 1997年10月22日（日本）  | リッキー・マーティン （原題：A Medio Vivir）                                         | ESCA-6832                  |
| 4th                  | 1998年2月10日（アメリカ） 1998年4月22日（日本）   | ラテンの貴公子〜ヴェルヴェ〜 （原題：Vuelve）                                        | ESCA-6983                  |
| 5th                  | 1999年5月11日（アメリカ） 1999年6月19日（日本）   | リッキー・マーティン〜ヒア・アイ・アム〜 （原題：Ricky Martin）                      | ESCA-8017                  |
| 6th                  | 2000年11月14日（アメリカ） 2000年11月8日（日本）  | サウンド・ローデッド （原題：Sound Loaded）                                          | ESCA-8250                  |
| ※ スペイン語ベスト盤 | 2001年2月27日（アメリカ） 2001年4月11日（日本）   | ヒストリー〜スパニッシュ・ベスト （原題：La Historia）                               | ESCA-8299                  |
| ※ 英語ベスト盤       | 2001年11月12日（アメリカ） 2001年11月14日（日本） | ベスト・オブ・リッキー・マーティン （原題：The Best of Ricky Martin）                | EICP-15                    |
| 7th                  | 2003年5月20日（アメリカ） 2003年6月18日（日本）   | アルマス・デル・シレンシオ〜ラテンの魂 （原題：Almas del Silencio）                  | SICP-363                   |
| 8th                  | 2005年10月10日（アメリカ） 2005年10月19日（日本） | ライフ （原題：Life）                                                                | SICP-918                   |
| ◎                    | 2006年11月7日（アメリカ） 2007年3月21日（日本）   | MTVアンプラグド （原題：MTV Unplugged）                                              | SICP-1388                  |
| ◎                    | 2007年11月5日（アメリカ） 2008年2月20日（日本）   | ブラック・アンド・ホワイト・ツアー （原題：Ricky Martin... Live Black & White Tour） | CD:SICP-1747 DVD:SICP-1748 |
| 9th                  | 2011年1月31日（アメリカ） 2011年3月9日（日本）    | ミュージック+ソウル+セックス （原題：Música + Alma + Sexo）                          | SICP-3025                  |
| 10th                 | 2015年2月10日（アメリカ）                         | A Quien Quiera Escuchar                                                              |                            |

### 映像作品
| 枚  | 発売日 | タイトル                                                                                          | 規格品番                                             |
| --- | --- | ------------------------------------------------------------------------------------------------- | ---------------------------------------------------- |
| 1st | 1999年10月5日（アメリカ） 1999年11月10日（日本/VHS） 2000年8月23日（日本/DVD） 2007年11月21日（日本再発盤） | ビデオ・コレクション （原題：The Ricky Martin Video Collection）                                  | VHS:ESVU-169 DVD:ESBA-2501 DVD:SIBP-90（日本再発盤） |
| 2nd | 1999年12月14日（アメリカ） 2000年1月26日（日本/VHS） 2000年8月2日（日本/DVD）                               | ワン・ナイト・オンリー （原題：One Night Only）                                                   | VHS:ESVU-170 DVD:ESBA-2502                           |
| 3rd | 2001年2月27日（アメリカ） 2001年7月18日（日本/VHS） 2002年5月9日（日本/DVD）                                | ヒストリー〜スパニッシュ・ベスト ビデオ・コレクション （原題：La Historia）                       | VHS:ESVU-177 DVD:EIBP-9                              |
| 4th | 2001年7月3日（アメリカ） 2000年7月29日（日本）                                                              | ヨーロッパ・ツアー （原題：Europa: European Tour）                                                | VHS:COVY-5981 DVD:COBY-5060                          |
| 5th | 2006年10月2日（アメリカ） 2006年12月14日（日本）                                                            | 〜ライブインスペイン LIVE IN SPAIN〜 ミュージック・オン・DVD （原題：RICKY MARTIN LIVE IN SPAIN） | DVD:SIDV-09021（SID-21）                             |

## 日本公演
- 2000年 Livin' la Vida Loca Japan Tour

9月26日、27日　大阪城ホール、9月30日、10月1日　国立代々木競技場第一体育館、10月4日、5日　日本武道館
ウドー音楽事務所

## 出演舞台
- レ・ミゼラブル （1996年） ブロードウェイ、マリウス役
- エビータ （2012年） ブロードウェイ、チェ役